# استدلال بايزي

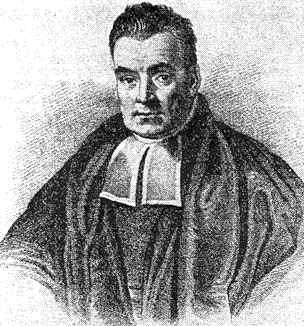

في فرع الإحصاء، الاستدلال البايزي هو نوع من الاستدلال الذي يستخدم عامل بايز لتطوير تقييم احتمالات فرضية ما بسبب اكتشاف دليل جديد. يُعتبر التطوير البايزي تقنيةً هامَّة في علم الإحصاء، وخاصةً في الإحصاء الرياضي: وتقديم الاستدلال البايزي لمنهج إحصائي يؤكد على أن هذا المنهج فعَّال كأي منهج آخر منافس له في بعض الحالات. ويُعد التطوير البايزي ذا أهمية خاصة في التحليل الديناميكي لتسلسل البيانات. والاستدلال البايزي له عدة تطبيقات في مجالات مختلفة منها: العلوم، الهندسة، الطب، وأيضًا القانون.
وفي فلسفة نظرية القرار، يرتبط الاستدلال البايزي بشكل مباشر بمناظرات عن الاحتمال الذاتي، والذي غالبًا ما يطلق عليه اسم "الاحتمال البايزي." الاحتمال البايزي." الاحتمال البايزي يُقدِّم منهجًا منطقيًا لتطوير المُعتقدات؛ لكن، عوامل التطوير اللابايزي تتوافق مع مفهوم المنطقية، وذلك وفقًا لكل من إيان هاكنج (Ian Hacking)وأيضًا باس فان فراسين (Bas van Fraassen).

## معلومات تاريخية
المصطلح البايزي يُشير إلى العَالِم توماس بايز(Thomas Bayes) (1702–1761)، الذي برهن على حجة خاصة والتي تُسمَّى الآن مبرهنة بايز. وعلى الرغم من ذلك، فقد كان بيير سيمون لابلاس(Pierre-Simon Laplace) (مواليد 1749–1827) هو من ابتكر صيغة شاملة من هذه المبرهنة لتتناول موضوعات الميكانيكا السماوية، الإحصاء الطبي الموثوقية، وأيضًا التشريع. والاحتمال البايزي المُبكر، الذي يستخدم المُعطيات السابقة المُتماثلة التي تتبع قانون لابلاس قانون الاستنتاج الغير الكاف، كان يُطلق عليه اسم «الاحتمال العَكسي» (لأنه يستنتج بشكل عكسي من الملاحظات وحتى المعَاملات، أو من التأثيرات وحتى الأسباب ). وبعد عشرينيات القرن الماضي، فإن «الاحتمال العكسي» حل محله على الأغلب مجموعة من المناهج التي أصبحت تُسمَّى الإحصائيات التكراريَّة.
بينما في القرن العشرين، استطاع لابلاس تطوير وتحسين أفكاره بدرجة كبيرة لترتقي في اتجاهين مختلفين، مما أدى إلى بروز التيارين الموضوعي والذاتي في التطبيق البايزي. ففي التيَّار الموضوعي أو «الغير تثقيفي»، يعتمد التحليل الإحصائي على النموذج المُفترض فقط، البيانات التحليلية. والمنهج الذي يُحدِّد المُعطيات، والذي يختلف من منهج بايزي موضوعي إلى منهج بايزي موضوعي آخر. أما في التيَّار الذاتي أو «التثقيفي»، فإن تحديد المعطيات السابقة يتوقف على الاعتقاد (الذي يقول، أن الافتراضات التي يقوم عليها التحليل ليكون جاهزًا للعمل به)، والتي بإمكانها أن تُلخِّص المعلومات المأخوذة من الخبراء، والدراسات السابقة، إلخ.
وفي ثمانينيات القرن الماضي، كان هناك تطور مفاجئ ومؤثِّر في الأبحاث والتطبيقات الخاصة بالمناهج البايزية، وغالبًا ما يرجع الفضل فيها إلى مناهج ماركوف تشاين مونتي كارلو، التي تخلَّصت من الكثير من المشاكل الحِسابية، والاهتمام المُتزايد بالتطبيقات المُعقَّدة والغير مقياسية. وبالرغم من تطوُّر الأبحاث البايزية، ما زالت معظم موضوعات التدريس للطلبة تعتمد بشكل أساسي على الإحصائيات التكرارية. وعلى الرغم من ذلك، تُعتبر المناهج البايزية إلى حدٍ بعيد مقبولة ومُستخدمة، فعلى سبيل المثال مجال التعلم الآلي.